# Edo Kayembe
Pour les articles homonymes, voir Kayembe.
Edo Kayembe, né le 3 juin 1998 à Kananga en République démocratique du Congo, est un footballeur international congolais. Il joue au poste de milieu défensif au Watford FC.

## Biographie

### En club
Originaire de République démocratique du Congo, Edo Kayembe commence le football dans sa ville natale (Kananga) avant de s'envoler à Kinshasa où il a commencé sa carrière professionnelle avec le club du Sharks XI FC. Il arrive en Belgique et s'engage avec le RSC Anderlecht en 2017 pour quatre ans et demi. Le 22 décembre 2017, il joue son premier match en professionnel avec Anderlecht, à l'occasion d'une rencontre de Jupiler Pro League contre le KAS Eupen. Il entre en jeu à la place d'Adrien Trebel ce jour-là, et son équipe s'impose sur le score d'un but à zéro.
En fin d'année 2018, il joue deux matchs entrant dans le cadre de la phase de groupe de la Ligue Europa, lors de la réception du Spartak Trnava, puis sur la pelouse du Dinamo Zagreb.
Le 14 septembre 2020, Kayembe s'engage pour trois ans avec un autre club belge, le KAS Eupen.
Le 7 janvier 2022, Kayembe s'engage en faveur du Watford FC, où il signe un contrat de quatre ans et demi, soit jusqu'en juin 2026.
Kayembe inscrit son premier but pour le Watford FC le 11 novembre 2023, lors d'une rencontre de championnat face au Rotherham United FC. Titulaire, il participe à la victoire de son équipe par cinq buts à zéro.

### En équipe nationale
Edo Kayembe honore sa première sélection avec l'équipe de république démocratique du Congo le 10 octobre 2019, en amical contre l'Algérie. Il entre en jeu en cours de partie ce jour-là et les deux équipes font match nul (1-1).
Le 27 décembre 2023, il est retenu dans la liste des vingt-quatre joueurs congolais sélectionnés par Sébastien Desabre pour disputer la Coupe d'Afrique des nations 2023.